# Напола (Трапани)
Напола је насеље у Италији у округу Трапани, региону Сицилија.
Према процени из 2011. у насељу је живело 867 становника. Насеље се налази на надморској висини од 91 м.